# Girolamo Frigimelica

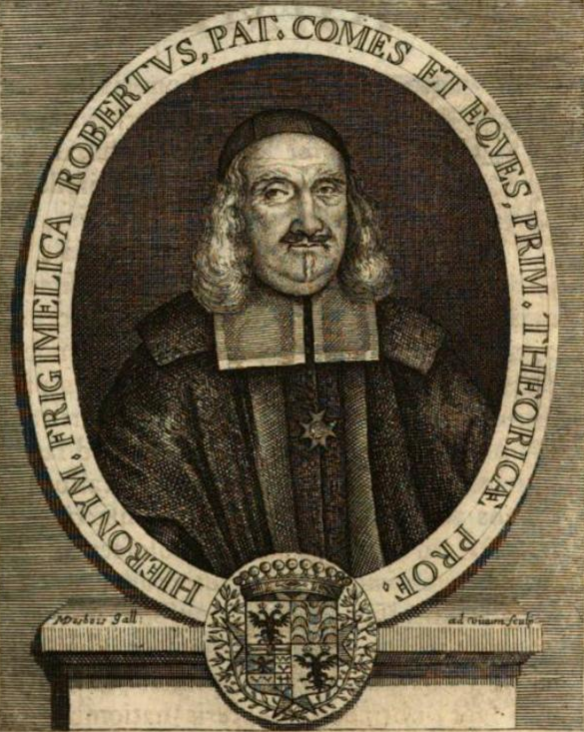
Martial Desbois – Gerolamo Frigimelica Roberti.

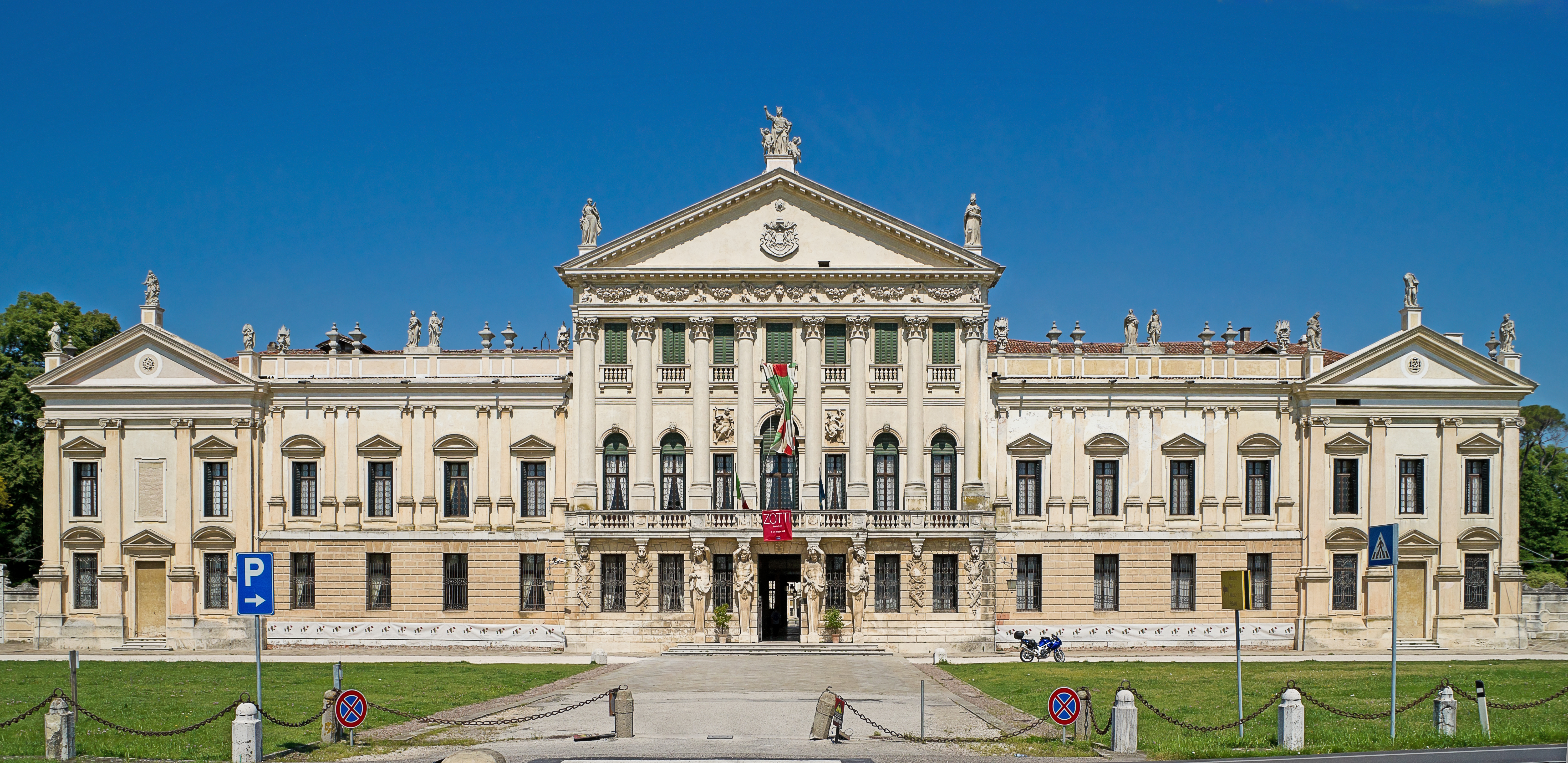
Hauptfassade der Villa Pisani in Stra

Girolamo Domenico Antonio Frigimelica de’ Roberti (* 10. Januar 1653 in Padua; † 15. November 1732 in Modena) war ein italienischer Architekt, Dichter und Librettist.
Girolamo Frigimelica stammte aus einer adligen padovanischen Familie und führte den Titel eines Grafen. Von 1691 bis 1720 war er Direktor der öffentlichen Bibliothek seiner Heimatstadt Padua. Er war Mitglied der Accademia dei Ricovrati. Aufgrund von Familienauseinandersetzungen nahm er später seinen Wohnsitz in Modena. Als Architekt entwarf er Paläste und Kirchen in Padua, Vicenza und Modena, darunter die Pläne für die letzte Bauphase der Kathedrale von Padua. Sein wichtigstes Bauwerk ist die Villa Pisani (Stra), die nach seinem Tod von Francesco Maria Preti vollendet wurde.
Daneben verfasste er erste 11 Libretti für das Teatro San Giovanni Crisostomo, heute Teatro Malibran, die von 1694 bis 1708 von Carlo Francesco Pollarolo, Alessandro Scarlatti, Antonio Caldara und Luigi Mancia vertont  wurden. Die erfolgreichsten Stücke erlebten ihre Uraufführung im Teatro Obizzi in Padua. Bedeutsam sind auch seine Libretti für die Opera seria von  Apostolo Zeno, Francesco Silvani und Adriano Morselli. Alle seine Libretti umfassen 5 Akte und handeln von historisch-mythologischen Ereignissen.